# A Dangerous Meeting
A Dangerous Meeting to split album dwóch duńskich grup heavymetalowych, King Diamond oraz Mercyful Fate. Wydany w 1992 roku przez Roadrunner Records.

## Lista utworów

### Mercyful Fate
1. Doomed by the Living Dead - 5:08
2. A Corpse Without Soul - 6:56
3. Evil - 4:45
4. Curse of the Pharaohs - 3:58
5. A Dangerous Meeting - 5:11
6. Gypsy - 3:08
7. Come to the Sabbath - 5:18

### King Diamond
1. The Candle - 6:42
2. Charon - 4:17
3. Halloween - 4:14
4. No Presents for Christmas - 4:21
5. Arrival - 5:28
6. Abigail - 4:51
7. Welcome Home - 4:37
8. Sleepless Nights - 5:04
9. Eye of the Witch - 3:49

- Wydanie winylowe zawiera dodatkowo utwór Satan's Fall, usunięty z CD ze względu na ograniczenia czasowe.